# Зайчик, Марк Меерович
Марк Меерович Зайчик (род. 1947) — писатель и журналист.
Жил в Кировском районе Ленинграда. С 1973 года живёт в Иерусалиме. Был членом редколлегии газеты «Вести», а в 2002 занимал пост её главного редактора. Был ведущим еженедельной программы на русскоязычном телеканале «Израиль плюс». Работал руководителем культурных программ Еврейского агентства (Сохнута) в России. Печатался в журналах «22», «Менора», «Континент», «Звезда», «Новый журнал» и др.

## Книги
- «Феномен» (1985, Ардис, США),
- «Сделано в СССР» (1988, Лексикон, Иерусалим),
- «Иерусалимские рассказы» (1996, Остожье, Москва)
- «Новый сын» (1999, Иврус, Тель-Авив)
- «Жизнь Бегина» (2002, Тель-Авив)
- «По дороге в Иерусалим» (2004, МЕТ, Минск)
- «6 дней и лет» (2005, Параллели, Москва)
- «Значащие эпизоды» (2005, Текст, Москва)
- «О любви и смерти» (2013, Тель-Авив, Израиль)
- «Жизнь прекрасна», «Целуй меня крепче» (Избранная проза, Иерусалим, 2017)
- «На холмах Санхэдрии» (Повести и рассказы, Иерусалим, 2019)

## Награды
- 2004 — премия Федерации Союзов писателей Израиля за книгу «Жизнь Бегина»[5]
- 2016 г. — Литературная премия имени Марка Алданова («Легенда о коммисаре Мордвинове»)[6]
- 2018 г. — Литературная премия имени Марка Алданова («Дин Тейре»)[7]
- Номинант 2015 г. — Литературная премия имени Марка Алданова (Погонщик мулов из Ленинграда)[8]